# Клајо (Ајова)
Клајо (енгл. Clio) град је у америчкој савезној држави Ајова. По попису становништва из 2010. у њему је живело 80 становника.

## Демографија
Према попису становништва из 2010. у граду је живело 80 становника, што је -11 (-12.1%) становника више него 2000. године.
| Група             | 2000.      | 2010.      |
| Белци             | 88 (96,7%) | 70 (87,5%) |
| Афроамериканци    | 0 (0,0%)   | 0 (0,0%)   |
| Азијати           | 0 (0,0%)   | 0 (0,0%)   |
| Хиспаноамериканци | 2 (2,2%)   | 8 (10,0%)  |
| Укупно            | 91         | 80         |